# Glemminge-Tågarp
Glemminge-Tågarp är en by strax öster om Glemmingebro i Ystads kommun.